# Кадіс—Іст Лейк
Кадіс—Іст Лейк - (США, Огайо) - магістральний вуглепровід, довжиною 174 км і продуктивністю 1,3 млн т. / рік. Відома також як гідротранспортна система “Консолідейшн”. Вуглепровід Кадіс—Іст Лейк працював в 1957-1965 рр.
У 1965 році залізничні компанії знизили тарифи на перевезення вугілля на 40% і гідротранспортну систему було законсервовано.

## Технологія
По прокладеному під землею на глибині 1,9–1,35 м трубопроводу діаметром 270 мм з товщиною
стінки 20 мм вугілля після подвійного подрібнення на початковому терміналі з шахти у Джоржтауні транспортувалося до теплової електростанції Іст Лейк (шт. Огайо) у вигляді гідросуміші
з масовою концентрацією 50 %. По трасі трубопроводу було розташовано три насосних станції на відстані 50 км одна від одної. На кожній станції установлено по чотири насоси з подачею
72 м3/год. при тиску 7,0 МПа (три робочих та один резервний).
Зневоднення вугілля, що передавалось МГТС Кадіс - Істлейк, здійснювалося за схемою:
- 1)	згущення до концентрації твердого 60%;
- 2)	зневоднення на вакуум-фільтрах до вологості 20%;
- 3)	термічна сушка осаду в трубах-сушарках до вологості 5%;
- 4)	фільтрат згущувався і змішувався з початковою пульпою вакуум-фільтрів.